# Romans de Warcraft
 (novembre 2019).
Si vous disposez d'ouvrages ou d'articles de référence ou si vous connaissez des sites web de qualité traitant du thème abordé ici, merci de compléter l'article en donnant les références utiles à sa vérifiabilité et en les liant à la section « Notes et références ».
Les romans Warcraft sont des adaptations de l'univers de la série, publiés depuis 2001.

## Warcraft: Le Jour du dragon
Warcraft : Le Jour du dragon est le titre d'un roman original de Richard A. Knaak.
À la suite d'un événement, les plus puissants sorciers du monde envoient Rhonin, le mage rebelle, accomplir une mission.  Dans Khaz Modan ravagé par les orcs, Rhonin découvre une menace qui va l'obliger à s'allier avec une elfe, un nain et à d'anciennes créatures de l'air et du feu… avec l'espoir qu'Azeroth connaisse une nouvelle aube.
Publié en anglais en 2001 chez Pocket Books (USA) sous le titre Warcraft: Day of the Dragon, il a été traduit en français en 2003 Paul Benita chez Fleuve noir  (ISBN 978-2265075085).

## Warcraft: Le Chef de la rébellion
Ce livre retrace l’histoire de Thrall, une saga d’honneur, de haine et d’espoir…
Esclave, Gladiateur, Shaman, Chef de guerre.  L’Orc connu sous le nom de Thrall a joué tous ces rôles.  Élevé par des humains qui cherchaient à le modeler en parfait pion, Thrall a été conduit à la fois par sa nature sauvage et par une intelligence à poursuivre une destinée qu’il commence seulement à entrevoir. Briser sa condition d’esclave et redécouvrir les traditions ancestrales des siens.

## Warcraft: Le Dernier Gardien
Ce livre de Jeff Grubb paru en 2001. Il raconte le commencement de la première guerre entre orcs et humains. Il met en scène Medivh, fils d'Aegwynn, le dernier des gardiens de Tirisfal.
Au cours de l'histoire on apprend comment les orcs ont pu mettre un pied sur Azeroth et comment Khadgar, un puissant magicien ayant pris part à l'expédition sur Draenor, (voir Beyond the Dark Portal) est passé de serviteur à apprenti et d'apprenti à maître magicien.
À plusieurs moments dans l'histoire, via l'entremise de flashbacks, on comprend le passé de ce monde troublé, quand les dragons et Aegwynn combattirent dans l'ombre la légion ardente et que cette dernière détruisit Sargeras le seigneur de la légion.

## La Guerre des anciens
La Guerre des anciens, nommé War of the Ancients Trilogy dans sa version originale, est une trilogie de romans de Richard A. Knaak publiée entre 2004 et 2005. Elle a été traduite en français par Thierry Arson.
Elle conte le commencement de la première guerre entre les Elfe de la Nuit (que l'on appelle à cette époque les Kaldorei) et la Légion Ardente qui, pour la première fois de l'histoire de ce monde, essaie de dévorer la magie qui y réside.
Cette série de romans met à nouveau en scène Rhonin et Krasus (héros du roman Warcraft : Le Jour du dragon du même auteur) qui, via un portail temporel, se retrouveront 10 000 ans dans le passé aux côtés de la jeune Tyrande Murmevent et des jumeaux Malfurion Hurlorage et Illidan Hurlorage.

### Le Puits d'éternité
La Légion Ardente a été bannie d'Azeroth depuis déjà bien des mois.  Dans les montagnes de Kalimdor, un mystérieux phénomène ouvre une brèche temporelle. Et l'issue de la Guerre des Anciens risque d'être à jamais changée par l'arrivée dans le passée de trois héros : Krasus, le mage dragon, Rhonin, le magicien humain et Broxigar, le guerrier Orc qui rêve d'une mort glorieuse au combat. Mais sans l'aide du demi-dieu Cenarius et de deux elfes jumeaux, ils ne pourront pas empêcher que s'ouvre de nouveau le portail de la Légion Ardente.  Et cette fois, les luttes du passé risquent de changer le futur...